# Ines Marie Westernströer
Ines Marie Westernströer (* 4. März 1986 in Bochum, Nordrhein-Westfalen) ist eine deutsche Theater- und Filmschauspielerin.

## Werdegang
Westernströer absolvierte von 2007 bis 2011 ein Schauspielstudium an der Hochschule für Musik und Theater „Felix Mendelssohn Bartholdy“ Leipzig.
Von 2011 bis 2016 war sie festes Ensemblemitglied am Staatsschauspiel Dresden, wo sie unter anderem die Titelrolle in dem Stück Miss Sara Sampson, die Hilde Wangel in Baumeister Solness sowie die Mignon in Wilhelm Meisters Lehrjahre spielte. 2016 wechselte sie an das Schauspiel Köln, wo sie seitdem festes Ensemblemitglied ist. Hier arbeitete sie mit Regisseuren wie Frank Castorf, Ersan Mondtag, Therese Willstedt und Stefan Bachmann zusammen und war unter anderem als Marie in Woyzeck zu sehen. Seit 2024 ist sie im Ensemble des Wiener Burgtheaters.
Für ihre Leistung in dem Stück Istanbul, (Regie: Nuran David Calis) wurde sie 2017 von der Zeitschrift Theater heute als beste Nachwuchsschauspielerin nominiert. Außerdem ist sie regelmäßig für Film und Fernsehen tätig. In dem Kinofilm Die Hannas spielte sie die Hauptrolle Nico. Für ihre Leistung wurde sie beim Filmfest München 2016 als beste Hauptdarstellerin nominiert. Im Sommer 2017 wurde der Film beim Filmfestival Achtung Berlin als bester Spielfilm ausgezeichnet.
Seit 2019 gehört sie als Hauptkommissarin Pia Heinrich zum festen Ermittlerteam des Saarländischen Tatorts.

## Filmografie (Auswahl)

### Kino
- 2009: Black Death – Regie: Christopher Smith
- 2010: Geburtstagskind (Kurzfilm) – Regie: Andrej Gontcharov
- 2014: Geschwister (Kurzfilm) – Regie: Julian Pörksen
- 2015: Die Hannas – Regie: Julia C. Kaiser
- 2017: Die Mitose – Regie: Ruhat Yildiz
- 2018: Whatever Happens Next – Regie: Julian Pörksen
- 2018: Shelter (Kurzfilm) – Regie: Adrian Witzel
- 2019: Die Schützin – Regie: Simon Baucks
- 2019: Die Schwimmerin – Regie: Sophie Salzer
- 2019: Tagundnachtgleiche – Regie: Lena Knauss[8]
- 2022: Axiom – Regie: Jöns Jönsson

### Fernsehen
- 2009: Tatort: Falsches Leben – Regie: Hajo Gies
- 2012: Spreewaldkrimi: Eine tödliche Legende – Regie: Torsten C. Fischer
- 2017: Lampenfieber (Webserie) – Regie: Anna F. Kohlschütter
- 2018: Lifelines – Regie: Kai Meyer-Ricks
- 2018: Bettys Diagnose – Regie: Juji Neumann
- 2018: Rentnercops: Gut für die Gerechtigkeit (Fernsehserie, 1 Folge) – Regie: Thomas Durchschlag
- 2019: Tatort: Kein Mitleid, keine Gnade – Regie: Felix Herzogenrath[9]
- 2020: Tatort: Das fleißige Lieschen – Regie: Christian Theede[10]
- 2021: Tilo Neumann und das Universum – Regie: Julian Pörksen[11]
- 2020, 2024: SOKO Köln (Fernsehserie, Folgen Superhelden, Ungebunden) – Regie: Christoph Heininger[12]
- 2020: Aus dem Tagebuch eines Uber-Fahrers – Regie: Julian Pörksen[13]
- 2020: Ich und die Anderen – Regie: David Schalko[14]
- 2021: Tatort: Der Herr des Waldes – Regie: Christian Theede[15]
- 2022: Tatort: Das Herz der Schlange – Regie: Luzie Loose
- 2023: Tatort: Die Kälte der Erde (Fernsehreihe)
- 2023: Landfrauen: Wir können auch anders (Fernsehfilm)
- 2024: Tatort: Der Fluch des Geldes
- 2025: Tatort: Das Ende der Nacht

## Theater (Auswahl)

### Staatsschauspiel Dresden
- 2009: Wilhelm Meisters Lehrjahre – Mignon, Regie: Friederike Heller
- 2010: Italienische Nacht – Leni, Regie: Tilmann Köhler
- 2010: Der Kirschgarten – Anja, Regie: Tilmann Köhler
- 2011: Das halbe Meer – HR Janne, Regie: Tilmann Köhler
- 2011: Einsame Menschen – Käthe Vockerat, Regie: Julia Hölscher
- 2012: Herr Puntila und sein Knecht Matti – Fina/Kuhmädchen, Regie: Barbara Bürk
- 2012: Was Tun – Luise, Regie: Barbara Bürk
- 2012: Endstation Sehnsucht – HR Stella, Regie: Nuran David Calis
- 2013: Baumeister Solness – HR Hilde Wangel, Regie: Burghart Klaußner
- 2013: Der Drache – HR Elsa, Regie: Wolfgang Engel
- 2013: Der Parasit – Charlotte, Regie: Stefan Bachmann
- 2013: Der Diener zweier Herrn – HR Beatrice, Regie: Bettina Brunier
- 2013: 20000 Seiten – Lisa, Regie: Burkhard C. Kosminski
- 2014: Träume werden Wirklichkeit! Ein Disneydrama – HR A, Regie: Malte C. Lachmann
- 2014: Schöne neue Welt – Fanny, Regie: Roger Vontobel
- 2014: Miss Sara Sampson – HR Sara, Regie: Sebastian Kreyer
- 2015: Die Verschwörung des Fiesko zu Genua – HR Leonore, Regie: Jan Philipp Gloger
- 2015: Die Zuschauer – Verliebte, Regie: Roger Vontobel
- 2015: Drei Männer im Schnee – Hilde, Graswander Toni, Regie: Peter Jordan, Leonhard Koppelmann
- 2016: Der Raub der Sabinerinnen – Paula, Regie: Susanne Lietzow

### Schauspiel Köln
- 2016: Swallow – HR Rebekka, Regie: Matthias Köhler
- 2017: Der Tod eines Handlungsreisenden – Miss. Forsythe, Regie: Rafael Sanchez
- 2017: Istanbul, Regie: Nuran David Calis
- 2017: Frau Schmitz – HR Mara, Regie: Rafael Sanchez
- 2017: Alles, was ich nicht erinnere – HR Panther, Regie: Charlotte Sprenger
- 2018: Woyzeck – HR Marie, Regie: Therese Willstedt
- 2018: Tyll – Agneta u. a., Regie: Stefan Bachmann
- 2018: Ein grüner Junge – Lisa u. a., Regie: Frank Castorf
- 2019: La bella Confusione – Ines HR, Regie: Julian Pörksen
- 2019: Die Räuber – Hermann, Regie: Ersan Mondtag
- 2019: Pardon wird nicht gegeben – Julie HR, Regie: Rafael Sanchez
- 2019: Das Leben des Vernon Subutex – Olga, Regie: Moritz Sostmann
- 2019: Die Verdammten – Martin von Essenbeck HR, Regie: Ersan Mondtag[16]
- 2020: Die Hermannsschlacht – Thusnelda, Regie: Oliver Frljić
- 2020: Don Karlos – Domingo, Regie: Jürgen Flimm
- 2021: Reich des Todes, Regie: Stefan Bachmann, Schauspiel Köln & Düsseldorfer Schauspielhaus
- 2021: Das Himmelreich wollen wir schon selbst finden, Regie: Oliver Frljić